# Hassing Herred

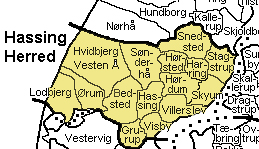
Hassing Herred

Hassing Herred is een herred in het voormalige Thisted Amt in Denemarken. Na de gemeentelijke herindeling van 1970 werd het deel van de provincie Viborg. Tegenwoordig ligt het in de regio Noord-Jutland
Hassing Herred bestond uit 15 parochies.
- Bedsted
- Grurup
- Harring
- Hassing
- Hvidbjerg Vesten Å
- Hørdum
- Hørsted
- Lodbjerg
- Skyum
- Snedsted
- Stagstrup
- Sønderhå
- Villerslev
- Visby
- Ørum